# أمل رمسيس (مخرجة مصرية)
أمل رمسيس هي مخرجة مصرية. درست أمل الإخراج في المدرسة الدولية للسينما والتلفزيون في مدريد.

## الأفلام
| سنة  | العنوان الأصلي     | عنوان باللغة الإنجليزية    | الدور |
| ---- | ------------------ | -------------------------- | ----- |
| 2018 | أتيت من بعيد       | You Come From Far Away     | مخرجة |
| 2015 | أثر الفراشة        | The Trace of the Butterfly | مخرجة |
| 2011 | ممنوع              | Forbidden                  | مخرجة |
| 2009 | حياة               | Life                       | مخرجة |
| 2005 | Solo Sueños        | Only Dreams                | مخرجة |
| 2001 | بيروت على شط البحر | Beirut Is on the Seaside   | مخرجة |

كما أخرجت فيلم الصمت والهضبة.

### الجوائز
حاز فيلم الممنوع على جائزة الجمهور لأفضل فيلم وثائقي طويل في مهرجان دراك ماجيك (بالانجليزية: Drac Magic) في مايو 2011، وأفضل فيلم في مهرجان الفيلم العربي في روتردام (سبتمبر 2011)، وجائزة أفضل فيلم لحقوق الإنسان في مهرجان الفنون السينمائية الدولي ، في بلباو (سبتمبر 2011)، وأفضل فيلم في مهرجان السينما السياسية من إنتاج "نساء مدريد" (ديسمبر 2011) وأفضل فيلم وثائقي في مهرجان السينما الدولية (أبريل 2012)؛ كما تم عرضه في مهرجان الألفية السينمائي ومهرجان الفيلم العربي في برلين. حصل فيلمها أثر الفراشة The Trace of the Butterfly، وهو فيلم مستقل بالكامل بدون تمويل خارجي، على جائزة الجمهور في دورتموند بمهرجان كولونيا السينمائي الدولي للمرأة، وعُرض في مهرجان إسطنبول السينمائي، ومهرجان سينكويست السينمائي في كاليفورنيا، ومهرجان السينمائي الأفريقي، ومهرجان IAWRT للسينما الأفريقية.

## المساهمات في المهرجانات السينمائية

### مهرجان القاهرة السينمائي الدولي للمرأة
أسست أمل في عام 2008 قافلة سينما المرأة العربية وأمريكا اللاتينية  ومهرجان بين سينمائيات الذي تطور فيما بعد إلى مهرجان القاهرة الدولي لسينما المرأة. يعتبر المهرجان الأول من نوعه في الوطن العربي. كما ترأست أمل رمسيس برنامج ورشة عمل دقيقة واحدة حيث تقوم بتدريب النساء غير المحترفات على أساسيات التصوير السينمائي وإخراج الأفلام القصيرة.

### دورتموند | مهرجان كولونيا السينمائي الدولي للمرأة
شاركت أمل رمسيس في لجنة تحكيم جائزة روي فيلم Rwe Film في عام 2015.